# Conura propodea
Conura propodea är en stekelart som beskrevs av Gérard Delvare 1992. Conura propodea ingår i släktet Conura och familjen bredlårsteklar. Inga underarter finns listade i Catalogue of Life.